# Chiengi (Sambia)
Chiengi ist ein Ort am Mwerusee in der Luapulaprovinz in Sambia. Er liegt 990 Meter über dem Meeresspiegel und ist Sitz der Verwaltung des gleichnamigen Distrikts. 2022 lebten 15.165 Menschen in Chiengi.

## Beschreibung
Chiengi liegt am Westrand des Mweru-Wantipa-Nationalparkes in einem schwer zugänglichen Grenzgebiet zur DR-Kongo. Die Zahl von Motorbooten und Motocrossmaschinen ist für diese Gegend hoch. Die wesentlich größere Grenzstadt Pweto, zu der regelmäßig Minibusse verkehren, liegt nur wenige Kilometer nordwestlich, im Osten und Norden befindet sich hingegen nur Wald. Das erwies sich schon während des Bürgerkrieges im Kongo als schwierig, als hier nach heftigen Kämpfen um Pweto viele Milizionäre Schutz suchten.
In einer fast 100 km² großen Mündungsaue am Mwerusee wird intensiv Landwirtschaft betrieben. Daneben ist Fischerei die Haupterwerbsquelle.